# Jan I van Ratibor
Jan I van Ratibor (circa 1322 - circa 1380/1382) was van 1365 tot aan zijn dood hertog van Ratibor en van 1367 tot 1377 een van de vier hertogen van Troppau. Van 1377 tot aan zijn dood was hij eveneens hertog van Jägerndorf en Freudenthal. Hij behoorde tot de Troppau-tak van het Boheemse huis Přemysliden.

## Levensloop
Jan was de oudste zoon van hertog Nicolaas II van Troppau en diens eerste vrouw Anna van Ratibor, een zus van hertog Leszek van Ratibor, de laatste uit de Silezische tak van het huis Piasten. Zijn oom Leszek stierf in 1336 zonder nakomelingen, waarna het hertogdom Ratibor terugging naar de Boheemse kroon. Vervolgens schonk koning Jan van Bohemen Ratibor in 1337 aan Nicolaas II. Omdat Jan de enige zoon was uit het huwelijk van zijn ouders, zou hij na de dood van zijn vader in 1365 de enige erfgenaam van het hertogdom Ratibor zijn.
Jan had echter nog drie halfbroers die veel jonger waren dan hijzelf: Nicolaas III (uit het tweede huwelijk van zijn vader), Wenceslaus I en Przemko I (uit het derde huwelijk van hun vader). Na de dood van hun vader in 1365 werden Jan en zijn broer Nicolaas III dan ook aangesteld als regenten en voogden van Wenceslaus I en Przemko I. De vier broers bestuurden het hertogdom Troppau voorlopig gezamenlijk, maar na conflicten over de erfenis werd in 1367 beslist om Troppau onderling te verdelen. In 1377 werd een nieuwe verdeling gemaakt: Jan behield Ratibor en kreeg de districten Jägerndorf en Freudenthal, Nicolaas III kreeg het district Leobschütz toegewezen en Wenceslaus I en Przemko I behielden de rest van het hertogdom Troppau. Nadat Wenceslaus in 1381 kinderloos stierf, ging diens gebied naar Przemko. Toen Nicolaas III in 1394 op zijn beurt kinderloos overleed, erfde Przemko ook diens gebied.
Jan I schonk in 1372 stadsrechten aan de stad Troppau. Wegens financiële problemen verkocht hij in 1375 de steden Nikolai en de heerlijkheid Pleß aan hertog Wladislaus II van Opole. Na zijn dood zou zijn zoon Jan II deze gebieden terugkopen.

## Huwelijk en nakomelingen
Jan huwde in 1361 met Anna (circa 1350 - na 1405), dochter van hertog Hendrik V van Glogau-Sagan. Ze kregen minstens drie kinderen:
- Jan II (circa 1365 - 1424), hertog van Ratibor
- Nicolaas IV (circa 1370 - circa 1406), hertog van Freudenthal
- Margaretha (circa 1380 - voor 1407), huwde met hertog Bolesław I van Teschen